# Семёновка (Ставропольский край)
Семёновка — посёлок в составе Георгиевского района (городского округа) Ставропольского края Российской Федерации.

## География
На северо-востоке: хутор Андреевский. 
На юго-западе: посёлок Шаумянский, хутор Новомихайловский.
На севере-западе: село Обильное.
Расстояние до краевого центра: 159 км.
Расстояние до районного центра: 14 км.

## История
До 2017 года посёлок входил в упразднённый Шаумяновский сельсовет.

## Население
| 1925 | 1989 | 2002 | 2010 | 2014 | 2023 |
| ---- | ---- | ---- | ---- | ---- | ---- |
| 81   | ↗198 | ↗244 | ↘216 | ↘200 | →200 |

По данным переписи 2002 года, 79 % населения — русские.

## Инфраструктура
Медобслуживание осуществляет фельдшерско-акушерский пункт.
Уличная сеть Семёновки насчитывает 4 улицы (Горького, Лесная, Новая и Садовая). 
В конце посёлка, в 150 м от краевой дороги Георгиевск — х. Андреевский, расположено открытое кладбище (площадь участка 8  тыс. м²).